# 2010-es finn labdarúgó-bajnokság (első osztály)
A 2010-es Veikkausliiga a finn labdarúgó-bajnokság legmagasabb szintű versenyének 80. alkalommal megrendezett bajnoki éve volt. A pontvadászat 14 csapat részvételével 2010. április 16-án kezdődött és 2010. október 23-án ért véget.
A bajnokságot a címvédő a HJK együttese nyerte meg az ezüstérmes KuPS, és a bronzérmes a TPS előtt. Ez volt a klub 23. bajnoki címe. Az élvonaltól az utolsó helyezett FC Lahti csapata búcsúzott, később az AC Oulut és a Tampere Unitedot is a másodosztályba sorolták, mert nem kaptak az induláshoz elengedhetetlenül szükséges élvonalbeli licencet.
A gólkirályi címet a bajnokcsapat csatára, Juho Mäkelä nyerte el 16 találattal, az Év Játékosa címet szintén a bajnokcsapat játékosa, a Sierra Leone-i Medo kapta.

## A bajnokság rendszere
A pontvadászat 14 csapat részvételével zajlott, a csapatok tavaszi-őszi lebonyolításban oda-visszavágós, körmérkőzéses rendszerben mérkőztek meg egymással. Minden csapat minden csapattal kétszer játszott: egyszer pályaválasztóként, egyszer pedig vendégként.
A pontvadászat végső sorrendjét a 26 bajnoki forduló mérkőzéseinek eredményei határozták meg a szerzett összpontszám alapján kialakított rangsor szerint. A mérkőzések győztes csapatai 3 pontot, döntetlen esetén mindkét csapat 1-1 pontot kapott. Vereség esetén nem járt pont.
Azonos összpontszám esetén a bajnokság sorrendjét az alábbi szempontok alapján határozták meg:
1. a bajnoki mérkőzések gólkülönbsége
2. a bajnoki mérkőzéseken szerzett gólok száma

A bajnokság győztese lett a 2010-es finn bajnok, az utolsó helyezett kiesett a másodosztályba, a 13. helyezett pedig osztályozót játszott a másodosztály ezüstérmes csapatával. A párosítás győztese vett részt a 2011-es élvonalbeli küzdelmekben.

## Változások a 2009-es szezonhoz képest
Kiesett a másodosztályba
- RoPS, 14. helyen

Feljutott a másodosztályból
- AC Oulu, a másodosztály győztese

## Részt vevő csapatok
| Csapat         | Székhely     | Stadion                | 2009        |
| -------------- | ------------ | ---------------------- | ----------- |
| AC Oulu        | Oulu         | Castrén Stadion        | 1. (II. o.) |
| Honka          | Espoo        | Tapiolan Urheilupuisto | 2.          |
| Inter Turku    | Turku        | Veritas Stadion        | 5.          |
| FC Lahti       | Lahti        | Lahden Stadion         | 11.         |
| Jaro           | Jakobstad    | Jakobstads Centralplan | 10.         |
| Haka           | Valkeakoski  | Tehtaan kenttä         | 6.          |
| HJK            | Helsinki     | Finnair Stadium        | 1.          |
| IFK Mariehamn  | Mariehamn    | Wiklöf Holding Arena   | 4.          |
| Jyväskylän JK  | Jyväskylä    | Harjun stadion         | 13.         |
| KuPS           | Kuopio       | Magnum Areena          | 12.         |
| MYPA           | Anjalankoski | Saviniemi              | 9.          |
| Tampere United | Tampere      | Ratina Stadion         | 7.          |
| TPS            | Turku        | Veritas Stadion        | 3.          |
| VPS            | Vaasa        | Hietalahden            | 8.          |

## Végeredmény
| #   | Csapat             | M  | GY | D  | V  | G+ – G– | GK  | P                                                           | Megjegyzések                                   |
| --- | ------------------ | -- | -- | -- | -- | ------- | --- | ----------------------------------------------------------- | ---------------------------------------------- |
| 1.  | HJKCV (B)          | 26 | 15 | 7  | 4  | 43–19   | +24 | 52                                                          | 2011–2012-es Bajnokok Ligája – 2. selejtezőkör |
| 2.  | KuPS               | 26 | 15 | 3  | 8  | 45–36   | +9  | 48                                                          | 2011–2012-es Európa-liga – 2. selejtezőkör     |
| 3.  | TPS (KGY)          | 26 | 13 | 6  | 7  | 46–30   | +16 | 45                                                          | 2011–2012-es Európa-liga – 2. selejtezőkör1    |
| 4.  | Honka              | 26 | 12 | 5  | 9  | 42–34   | +8  | 41                                                          | 2011–2012-es Európa-liga – 1. selejtezőkör     |
| 5.  | Jaro               | 26 | 11 | 5  | 10 | 42–34   | +8  | 38 \| rowspan = "2" style = "background-color: #fafafa;" \| |                                                |
| 6.  | Inter TurkuK       | 26 | 10 | 7  | 9  | 34–32   | +2  | 37                                                          |                                                |
| 7.  | Tampere United (K) | 26 | 10 | 4  | 12 | 37–46   | −9  | 34                                                          | Ykkönen²                                       |
| 8.  | Haka               | 26 | 9  | 6  | 11 | 30–38   | −8  | 33 \| rowspan = "3" style = "background-color: #fafafa;" \| |                                                |
| 9.  | MYPA               | 26 | 7  | 11 | 8  | 36–39   | −3  | 32                                                          |                                                |
| 10. | VPS                | 26 | 8  | 7  | 11 | 29–40   | −11 | 31                                                          |                                                |
| 11. | AC OuluÚ (K)       | 26 | 8  | 6  | 12 | 31–44   | −13 | 30                                                          | Ykkönen²                                       |
| 12. | IFK Mariehamn      | 26 | 7  | 7  | 12 | 38–43   | −5  | 28 \| rowspan = "1" style = "background-color: #fafafa;" \| |                                                |
| 13. | Jyväskylän JKÚ     | 26 | 8  | 3  | 15 | 34–41   | −7  | 27                                                          | Osztályozó                                     |
| 14. | FC Lahti (K)       | 26 | 5  | 11 | 10 | 26–37   | −11 | 26                                                          | Ykkönen                                        |

Forrás: veikkausliiga.com (finnül) 
A rangsorolás alapszabályai: 1. összpontszám, 2. egymás elleni eredmények összpontszáma, 3. gólkülönbség, 4. szerzett gólok száma.
1A TPS nyerte a 2010-es finn kupát, azért a 2011–2012-es Európa-liga 2. selejtezőkörében indulhat.
²Nem kapott élvonalbeli licencet, ezért a másodosztályba sorolták.
(B): Bajnokcsapat, (K): Kieső csapat, (F): Feljutó csapat, (I): Kupainduló, (R): A rájátszás győztese, (KGY): Kupagyőztes

## Eredmények
| Hazai \ Vendég1 | HAK | HJK | HON | INT | JAR | JYV | KPS | LAH | MAR | MYP | OUL | TAM | TPS | VPS |
| Haka            |     | 0–3 | 2–0 | 1–3 | 4–3 | 1–2 | 2–1 | 0–0 | 2–1 | 0–1 | 2–0 | 1–0 | 0–0 | 1–1 |
| HJK             | 1–1 |     | 0–1 | 2–2 | 2–1 | 1–0 | 1–2 | 0–0 | 3–1 | 2–0 | 2–0 | 3–1 | 2–0 | 3–0 |
| Honka           | 4–2 | 3–1 |     | 1–1 | 3–1 | 2–3 | 2–1 | 1–2 | 3–0 | 3–1 | 3–4 | 0–2 | 1–0 | 0–0 |
| Inter Turku     | 1–0 | 0–0 | 2–0 |     | 2–0 | 3–2 | 1–3 | 1–3 | 1–1 | 1–1 | 0–2 | 0–2 | 1–2 | 1–0 |
| Jaro            | 5–0 | 1–1 | 0–0 | 0–1 |     | 1–3 | 0–1 | 2–0 | 2–0 | 3–2 | 1–2 | 2–2 | 1–3 | 3–2 |
| Jyväskylän JK   | 1–2 | 1–2 | 0–1 | 0–3 | 1–2 |     | 1–3 | 2–2 | 0–2 | 1–1 | 6–1 | 0–1 | 0–2 | 0–1 |
| KuPS            | 1–0 | 0–5 | 0–2 | 2–1 | 2–1 | 2–0 |     | 1–1 | 0–0 | 2–1 | 3–1 | 6–2 | 2–1 | 1–2 |
| FC Lahti        | 0–1 | 0–1 | 2–4 | 1–1 | 1–3 | 0–0 | 2–1 |     | 1–1 | 0–2 | 0–3 | 0–1 | 1–3 | 2–1 |
| IFK Mariehamn   | 2–3 | 1–2 | 2–2 | 3–0 | 0–0 | 3–2 | 1–2 | 2–2 |     | 1–2 | 0–2 | 2–3 | 2–1 | 0–3 |
| MYPA            | 2–1 | 1–1 | 2–2 | 3–2 | 0–1 | 2–4 | 1–1 | 1–1 | 2–1 |     | 1–1 | 3–0 | 2–2 | 2–2 |
| AC Oulu         | 1–1 | 1–1 | 2–0 | 1–0 | 0–1 | 1–2 | 2–5 | 1–2 | 0–0 | 1–1 |     | 3–0 | 0–2 | 1–1 |
| Tampere United  | 2–1 | 2–0 | 2–1 | 0–1 | 1–4 | 0–2 | 1–3 | 0–0 | 3–4 | 1–1 | 3–1 |     | 1–1 | 3–0 |
| TPS             | 1–1 | 0–1 | 1–0 | 2–2 | 0–3 | 2–0 | 3–0 | 3–2 | 1–4 | 3–0 | 5–0 | 4–3 |     | 1–1 |
| VPS             | 2–1 | 0–3 | 1–3 | 0–3 | 1–1 | 0–1 | 2–0 | 1–1 | 1–4 | 2–1 | 2–0 | 3–1 | 0–3 |     |

Forrás: veikkausliiga.com (finnül) 
1A hazai csapatok a bal oldali oszlopban szerepelnek.
Színek: Zöld = hazai győzelem; Sárga = döntetlen; Piros = vendéggyőzelem.
 

## A góllövőlista élmezőnye
Forrás: veikkausliiga.com (finnül).
16 gólos
- Juho Mäkelä (HJK)

12 gólos
- Roope Riski (TPS)

11 gólos
- Henri Lehtonen (Inter Turku)

10 gólos
- Gruborovics Tamás (IFK Mariehamn)
- Jonatan Johansson (TPS)

9 gólos
- Tommi Kari (Jyväskylän JK)
- Jami Puustinen (Honka)
- Makszim Votyinov (MYPA)

8 gólos
- Dudu (KuPS)
- Frank Jonke (AC Oulu)
- Papa Niang (Jaro)
- Mikko Paatelainen (IFK Mariehamn)

## Díjak
| Hónap      | A hónap vezetőedzője            | A hónap játékosa                  |
| ---------- | ------------------------------- | --------------------------------- |
| Április    | Kari Martonen (JJK)             | Janne Korhonen (Haka)             |
| Május      | Esa Pekonen (PS)                | Miikka Ilo (PS)                   |
| Június     | Job Dragtsma (FC Inter)         | Henri Lehtonen (FC Inter)         |
| Július     | Pekka Lyyski (IFK Mariehamn)    | Gruborovics Tamás (IFK Mariehamn) |
| Augusztus  | Marko Rajamäki (TPS)            | Roope Riski (TPS)                 |
| Szeptember | / Alexei Eremenko Sr. (FF Jaro) | Toni Kolehmainen (TPS)            |
| Október    | Sami Ristilä (Haka)             | Dudu (PS)                         |

### Az év játékosai
Forrás: veikkausliiga.com (finnül)
| Poszt       | Játékos                |
| ----------- | ---------------------- |
| Kapus       | Jukka Lehtovaara (TPS) |
| Védő        | Juhani Ojala (HJK)     |
| Középpályás | Miikka Ilo (KuPS)      |
| Csatár      | Juho Mäkelä (HJK)      |
| Játékos     | Medo (HJK)             |

## Osztályozó
A bajnokság 13. helyen végzett csapata, a Jyväskylän JK oda-visszavágós osztályozó mérkőzést játszott a másodosztály ezüstérmesével, a Viikingit együttesével, és 3–1-es összesítéssel megtartotta élvonalbeli tagságát.
| 2010. október 27. 18.30 (EEST) |

| Viikingit | 1–1   | Jyväskylän JK |
| --------- | ----- | ------------- |
| Sesay 87' | (0–0) | Hyyrynen 62'  |

| Vuosaaren Urheilukenttä, Helsinki Nézőszám: 3 172 |

| 2010. október 30. 14.00 (EEST) |

| Jyväskylän JK           | 2–0   | Viikingit |
| ----------------------- | ----- | --------- |
| Tuomanen 9' Linjala 31' | (2–0) |           |

| Harjun Stadion, Jyväskylä Nézőszám: 3 232 |

## Nemzetközikupa-szereplés

### Eredmények
| Csapat      | Kupa            | Forduló         | Ellenfél         | 1. mérk. | 2. mérk.   | Össz. |
| ----------- | --------------- | --------------- | ---------------- | -------- | ---------- | ----- |
| HJK         | Bajnokok Ligája | 2. selejtezőkör | Ekranas          | 0–1      | 2–0 (h.u.) | 2–1   |
| HJK         | Bajnokok Ligája | 3. selejtezőkör | Partizan         | 0–3      | 1–2        | 1–5   |
| HJK         | Európa-liga     | Rájátszás       | Beşiktaş JK      | 0–2      | 0–4        | 0–6   |
| Inter Turku | Európa-liga     | 3. selejtezőkör | Racing Genk      | 1–5      | 2–3        | 3–8   |
| Honka       | Európa-liga     | 2. selejtezőkör | Bangor City      | 1–1      | 1–2        | 2–3   |
| TPS         | Európa-liga     | 1. selejtezőkör | Port Talbot Town | 3–1      | 4–0        | 7–1   |
| TPS         | Európa-liga     | 2. selejtezőkör | Club Brugge      | 1–0      | 1–2        | 2–2   |
| MYPA        | Európa-liga     | 1. selejtezőkör | Narva Trans      | 2–0      | 5–0        | 7–0   |
| MYPA        | Európa-liga     | 2. selejtezőkör | Sant Julià       | 3–0      | 5–0        | 8–0   |
| MYPA        | Európa-liga     | 3. selejtezőkör | FC Timișoara     | 1–2      | 3–3        | 4–5   |

Megjegyzés: Az eredmények minden esetben a finn labdarúgócsapatok szemszögéből értendőek, a dőlttel írt mérkőzéseket pályaválasztóként játszották.

### UEFA-együttható
A nemzeti labdarúgó-bajnokságok UEFA-együtthatóját a finn csapatok Bajnokok Ligája-, és Európa-liga-eredményeiből számítják ki. Finnország a 2010–11-es bajnoki évben 1,800 pontot szerzett, ezzel a 34. helyen zárt.
| Csapat      | SGY | SD | SV | GY | D | V | Bónusz | Pont  | Átlag |
| ----------- | --- | -- | -- | -- | - | - | ------ | ----- | ----- |
| HJK         | 1   | 0  | 5  | 0  | 0 | 0 | 0,000  | 1,000 |       |
| Inter Turku | 0   | 0  | 2  | 0  | 0 | 0 | 0,000  | 0,000 |       |
| Honka       | 0   | 1  | 1  | 0  | 0 | 0 | 0,000  | 0,500 |       |
| TPS         | 3   | 0  | 1  | 0  | 0 | 0 | 0,000  | 3,000 |       |
| MYPA        | 4   | 1  | 1  | 0  | 0 | 0 | 0,000  | 4,500 |       |
| Összesen    | 8   | 2  | 10 | 0  | 0 | 0 | 0,000  | 9,000 | 1,800 |

## A bajnoki évad magyar labdarúgói
- Balogh Balázs (KuPS; 25/0)
- Gruborovics Tamás (IFK Mariehamn; 26/10)
- Szeróvay Mihály (Jyväskylän JK; 15/0)

Megjegyzés: zárójelben a labdarúgó klubja, bajnoki mérkőzéseinek, illetve góljainak száma olvasható.

## Külső hivatkozások
- Hivatalos oldal (finnül)
- Eredmények és tabella a Soccerwayen (angolul)
- Eredmények és tabella az rsssf.com-on (angolul)